# Taxiarque (armée macédonienne)
Pour les articles homonymes, voir Taxiarque.
Un taxiarque (en grec ancien ταξιάρχης / taxiarchès ou ταξίαρχος / taxiarchos) est dans l'armée macédonienne le commandant d'une taxis (ou « formation en ordre »), un bataillon de 1 500 phalangites. La taxis est la plus grande unité de la phalange macédonienne. Sous Philippe II et Alexandre, la phalange compte six taxeis.
La plupart des taxiarques sont des princes des maisons de Macédoine provenant de la région d'origine des unités qu'ils commandent, au moins au début de la conquête de l'Asie. Ainsi sous Alexandre, Perdiccas commande la taxis d'Orestide, Coénos celui d'Élimée et Polyperchon celui de Tymphée.